# Joan Ørting
Joan Ørting (født 26. marts 1960) er en dansk sexolog, foredragsholder, brevkasseredaktør og tidligere tv-vært. Hun er uddannelsesleder på Joan Ørtings sexolog- og parterapeutuddannelse i København.

## Uddannelse og karriere
Beskæftigelse
Fra 1979 til 1991 var Joan Ørting dramainstruktør på Børne- og Ungdomsteatret Gewanda i Gladsaxe. Fra 1987 til 1991 var Joan Ørting også højskolelærer på Byhøjskolen i København. Fra 1992 til 1996 fortsatte Joan Ørting sin karriere inden for teaterbranchen som instruktørassistent på Betty Nansen Teatret (1992-1994) og højskolelærer på teaterlinjen på højskolen i Svendborg (1995-1996). I samme periode er Joan Ørting medstifter af teatergruppen Antropopipselskabet og instruerede forestillingen ”Dyr med tøj på”, der er skrevet af Lilja Scherfig og produceret af Jakob Olrik. Forestillingen blev opført i Den Grå Hal og havde 150 medvirkende (1994-1995). I perioden 1997-2000 underviste Joan Ørting i kommunikation, TV-video og kultur på daghøjskolen på Frederiksberg og som højskolelærer i personlig udvikling på Esbjerg Højskole. I samme periode begyndte Joan Ørting at arbejde som freelance kursusinstruktør og foredragsholder. Samtidig var Joan Ørting personlig udviklingslærer og lavede tillidsmandskurser på LO-skolen.
I 2001 blev Joan Ørting ansat som brevkasseredaktør på BT og arbejder freelance som sexolog. I 2006-2010 var Joan Ørting brevkasseredaktør for Ekstra Bladet. I 2006 stiftede Joan Ørting og Jakob Olrik sexologuddannelsen og åbnede Villa Wilder på Christianshavn.      
Joan Ørting er desuden kendt fra TV3 programmet Sexskolen fra 2006. Hun medvirkede i TVprogrammet Varm på is i 2007 og var vært på Jagten på gnisten i 2008 og medvirkende i Sexologerne i 2010.I 2010 modtog Joan Ørting prisen One 2 Speak som foredragsholder indenfor temaerne lykke og livskvalitet.     
Joan Ørting havde en mindre rolle i filmen Smukke dreng (1993) og er vært på undervisnings-dvd'en Sex-akademiet (2004).

## Uddannelser
- Uddannet Meditationsinstruktør i Poona Ashram i Indien (1993)
- Uddannet Selvudviklingsinstruktør på Curriculum for Living (1995)
- Uddannet Sex Counsellor på Humaniversity (2002)
- Uddannet Life Coach hos Sofia Manning (2005)

## Privatliv
Joan Ørting bor på Langeland. Hun var gift med historiefortælleren Carsten Islington i 15 år frem til 2016.
I dag danner hun par med sanger Rune Ørum. 